# شان ۷۰۵۱
سیارک ۷۰۵۱ (به انگلیسی: 7051 Sean، نامگذاری:1985JY) هفت هزار و پنجاه و یکمین سیارک کشف شده‌است که در ۱۳ مه ۱۹۸۵ کشف شد.
قدر مطلق سیارک برابر ۱۲٫۴۰ است.